# Зайчий Врх-при-Стопичах
Зайчий Врх-при-Стопичах (словен. Zajčji Vrh pri Stopičah) — поселення в общині Ново Место, регіон Південно-Східна Словенія, Словенія. Висота над рівнем моря: 393,5 м.